# 约翰·E·赫尔
約翰·埃德溫·赫爾（英語：John Edwin Hull，1895年—1975年）曾經擔任美國陸軍副參謀長。

## 生平
約翰·埃德溫·赫爾曾就讀邁阿密大學，1917年畢業，同年加入美國陸軍，隨部隊參加第一次世界大戰。曾於國家戰爭學院接受軍事教育，後於威斯康辛大學教書，四年之後，他被派往夏威夷服役。第二次世界大戰時，他奉命至美國陸軍部擔任規劃盟軍戰略行動的助理幕僚長。1950年代，他成為美軍遠東司令部總司令，1955年退伍，1975年過世。